# Enrique Marín
Enrique Marín Picón (Sevilla, España, 2 de septiembre de 1986), más conocido como Enrique Wasabi, es un artista marcial mixto y entrenador español que actualmente compite en la categoría de peso ligero. Fue el segundo luchador español en Ultimate Fighting Championship (UFC) y finalista del show de televisión The Ultimate Fighter: Latin America 2. 
Ocasionalmente es comentarista de la promotora española WOW FC.

## Carrera de artes marciales mixtas

### The Ultimate Fighter
Es el primer español en competir en una edición del show de televisión The Ultimate Fighter, así como el primer español dentro del ámbito de la UFC.
En el primer episodio de la temporada, Marín fue la segunda elección del Team Gastelum (de Kelvin Gastelum). En su primer combate, Marín se enfrentó al argentino Kevin Medinilla, al cual derrotó por decisión mayoritaria.
Para su segundo combate ya en semifinales, Marín se enfrentó a Héctor Aldana. Marín ganó la pelea por sumisión en 1 minuto.

### Ultimate Fighting Championship
El 21 de noviembre de 2015, en la final de The Ultimate Fighter: Latin America 2 celebrada en UFC Fight Night 78, se enfrentó a Erick Montaño. Marín perdió la pelea en una controvertida decisión dividida.
El 9 de julio de 2016, Marín se enfrentó a Sage Northcutt en UFC 200. Marín perdió la pelea en una controvertida decisión unánime.

## Vida personal
Hijo de la enfermera Lola Picón y el ya fallecido Enrique Marín, quien regentó la famosa tienda de deportes del centro del pueblo "Deportes Marín". Enrique creció en Sanlúcar la Mayor, un pueblo del Aljarafe sevillano, concretamente en la barriada de San Miguel. Estudió primaria en el colegio Santa María la Mayor (Hermanos Maristas) de ese mismo pueblo. Marín tiene el título de profesor de primaria, en especial de educación física. Tiene una hermana llamada María. 
El apodo de Wasabi se lo pusieron sus amigos mientras cenaban en un restaurante japonés y confundió el wasabi con guacamole.

## Campeonatos y logros
- Ultimate Fighting Championship
  - Finalista de The Ultimate Fighter: Latin America 2 (Peso wélter)
- Spanish MMA Awards
  - Premio Honorífico del Año: 2025

## Récord en artes marciales mixtas
| Récord profesional | Récord profesional | Récord profesional |
| 22 peleas          | 14 victorias       | 8 derrotas         |
| ------------------ | ------------------ | ------------------ |
| Nocaut             | 3                  | 2                  |
| Sumisión           | 5                  | 3                  |
| Decisión           | 6                  | 3                  |

| Resultado | Récord | Oponente               | Método                           | Evento                                       | Fecha                    | Ronda | Tiempo | Localización               | Notas                                         |
| --------- | ------ | ---------------------- | -------------------------------- | -------------------------------------------- | ------------------------ | ----- | ------ | -------------------------- | --------------------------------------------- |
| Derrota   | 14–8   | Christian Mach         | KO (patada a la cabeza y golpes) | Brave CF 95                                  | 30 de mayo de 2025       | 2     | 0:36   | Tenerife                   |                                               |
| Derrota   | 14–7   | Michelangelo Colangelo | Sumisión (rear-naked choke)      | Way of Warriors FC 13                        | 23 de marzo de 2024      | 1     | 1:32   | Sevilla                    |                                               |
| Victoria  | 14–6   | Francesco Moricca      | Decisión (unánime)               | Way of Warriors FC 8: El camino del guerrero | 4 de marzo de 2023       | 3     | 5:00   | Madrid                     |                                               |
| Victoria  | 13–6   | Alex Quillez           | TKO (golpes)                     | Way of Warriors FC 6: Lucha por la paz       | 21 de mayo de 2022       | 1     | 1:06   | Madrid                     |                                               |
| Victoria  | 12–6   | Aliston Cordeiro       | Decisión (unánime)               | Way of Warriors FC 3: Volver a luchar        | 22 de mayo de 2021       | 3     | 5:00   | Madrid                     |                                               |
| Derrota   | 11–6   | Marco Antonio Elpidio  | Decisión (unánime)               | Combate Américas: La batalla de Guadalajara  | 26 de octubre de 2018    | 3     | 5:00   | Guadalajara                |                                               |
| Victoria  | 11–5   | Yuki Yamasaki          | TKO (parada médica)              | AFL 14                                       | 17 de marzo de 2018      | 2     | 5:00   | Las Palmas de Gran Canaria |                                               |
| Derrota   | 10–5   | Ricardo Tirloni        | KO (golpe)                       | Fight Club Slam 2017                         | 7 de octubre de 2017     | 1     | 3:16   | Leganés                    |                                               |
| Victoria  | 10–4   | Gerson Cordeiro        | TKO (golpes)                     | AFL 11                                       | 25 de marzo de 2017      | 1     | 2:28   | Las Palmas de Gran Canaria |                                               |
| Derrota   | 9–4    | Sage Northcutt         | Decisión (unánime)               | UFC 200                                      | 9 de julio de 2016       | 3     | 5:00   | Las Vegas                  |                                               |
| Derrota   | 9–3    | Erick Montaño          | Decisión (dividida)              | UFC Fight Night: Magny vs. Gastelum          | 21 de noviembre de 2015  | 3     | 5:00   | Monterrey                  | Perdió The Ultimate Fighter: Latin America 2. |
| Victoria  | 9–2    | Falco Neto             | Sumisión (neck crank)            | AFL 2                                        | 29 de noviembre de 2014  | 1     | 4:58   | Fuenlabrada                |                                               |
| Victoria  | 8–2    | Marko Vardjan          | Sumisión (rear-naked choke)      | Only Men Stuff: European MMA League 1        | 8 de febrero de 2014     | 1     | 3:12   | Zagreb                     |                                               |
| Victoria  | 7–2    | Daniel Palomo          | Decisión (unánime)               | Noche de Gloria                              | 7 de diciembre de 2013   | 2     | 4:00   | Málaga                     |                                               |
| Victoria  | 6–2    | Adrián Pérez           | Sumisión (kimura)                | Almogavers: The Chance 4                     | 4 de noviembre de 2012   | 2     | N/A    | Barcelona                  |                                               |
| Victoria  | 5–2    | Eliot Hernández        | Sumisión (kneebar)               | Hombres de Honor 46                          | 12 de octubre de 2012    | 1     | 2:00   | Madrid                     |                                               |
| Victoria  | 4–2    | Sergey Malozenov       | Decisión (unánime)               | Almogavers: The Chance 3                     | 9 de junio de 2012       | 3     | 5:00   | Barcelona                  |                                               |
| Victoria  | 3–2    | Ernesto Navas          | Sumisión (armbar)                | Magna Bellum Championships 3                 | 1 de octubre de 2011     | 1     | N/A    | Sevilla                    |                                               |
| Derrota   | 2–2    | Loic Marty             | Sumisión (brabo choke)           | IFC: King of the Castle                      | 10 de septiembre de 2011 | 1     | 3:26   | Fuengirola                 |                                               |
| Victoria  | 2–1    | Daniel Requeijo        | Decisión (unánime)               | Magna Bellum Championships 2                 | 30 de abril de 2011      | 2     | 5:00   | Sevilla                    |                                               |
| Victoria  | 1–1    | Álvaro Rodríguez       | Decisión (dividida)              | Magna Bellum Championships 1                 | 19 de febrero de 2011    | 3     | 5:00   | Sevilla                    |                                               |
| Derrota   | 0–1    | Rayco Cubas            | Sumisión (rear-naked choke)      | KO Arena 7                                   | 3 de noviembre de 2007   | 1     | 2:54   | Las Palmas de Gran Canaria |                                               |

### Récord en artes marciales mixtas pro-exhibición
| Resultado | Récord | Oponente        | Método                      | Evento                                | Fecha                    | Ronda | Tiempo | Localización | Notas             |
| --------- | ------ | --------------- | --------------------------- | ------------------------------------- | ------------------------ | ----- | ------ | ------------ | ----------------- |
| Victoria  | 2–1    | Héctor Aldana   | Sumisión (rear-naked choke) | The Ultimate Fighter: Latin America 2 | 21 de octubre de 2015    | 1     | 1:00   | Las Vegas    | Semifinal.        |
| Victoria  | 1–1    | Kevin Medinilla | Decisión (mayoritaria)      | The Ultimate Fighter: Latin America 2 | 16 de septiembre de 2015 | 2     | 5:00   | Las Vegas    | Ronda preliminar. |
| Derrota   | 0–1    | Andrés Rueda    | Sumisión (anaconda choke)   | KO Arena 3                            | 30 de julio de 2005      | 1     | N/A    | Málaga       |                   |